# 蓋斯弗盧山
47°22′47″N 7°36′30″E / 47.379648°N 7.608263°E
蓋斯弗盧山（Geissflue），是瑞士的山峰，位於該國北部，由索洛圖恩州負責管轄，屬於汝拉山的一部分，處於楚爾維爾，距離巴爾斯塔爾10公里，海拔高度849米。